# Sven Erik Hallongren
Sven Erik Hallongren, född 1792, död den 1 juli 1846 i Övermon, Sveg, Härjedalen, var en svensk läkare.
Han var gift med Eva Gustava Björkebom (1804-1883) som var dotter till gruvfogden Erik Johan Björkebom (1760-1837). Paret fick tre barn där sonen Sven Erik Gustaf Hallongren (1829-1877) blev stadsdistriktsläkare i Stockholm.
Efter utbildning till läkare var Hallongren verksam som underläkare vid örlogsflottan och fartygsläkare på örlogsskeppet HMS Äran och fregatten HMS Galathée, han var därefter underläkare vid Södermanlands regemente. Hallongren tillträdde tjänsten som bruksläkare vid Huså bruk 1822. Han omnämns första gången i brukets handlingar 1824 då han bevittnade en hemmansavhandling. Har var då bosatt på Mo i Undersåker och i likhet med sin företrädare på fältskärsbostället i Sölvsved lika mycket bonde som läkare. När tjänsten som provinsialläkare i Sveg blev ledig 1837 flyttade till Sveg och blev förordnad att bestrida tjänsten i Härjedalens distrikt.